# Kisfaludy Zoltán Lajos
Kisfaludi Kisfaludy Zoltán Lajos (Gyömöre (Zala megye), 1854. július 20. – Táp, 1904. október 15.) római katolikus plébános.

## Élete
Kisfaludy Elek, Győr- később Zala megye szolgabírája és Raffel Erzse fia, nagyatyja testvére volt Kisfaludy Károly és Kisfaludy Sándor költőknek, Kisfaludy Zoltán pedig testvére Kisfaludy Árpád Béla egyetemi tanárnak. Iskolába járt Sümegen és a gimnáziumot Győrött végezte; ugyanott a IV. osztály után kispap lett. A gimnáziumi VII. és VIII. osztályokat egy év alatt végezte és mint teológus a III. és IV. évet is egyszerre. Káplán volt Halászin (Moson megye), Gyömörén (Győr megye), Sajtoskálon (Sopron megye), Répceszemerén, Lébényszentmiklósón (Moson megye) és Győrszigeten, 1889-től plébános Sápon (Győr megye). 1895-ben a Szent István Társulat tudományos és irodalmi osztályának tagjává választotta. A nagy szeminárium Szent-Imre egyletének elnöke volt és mint teológus több verssel és értekezéssel jutalmat nyert.
Ez időben munkatársa volt az Egri Népújságnak, ahol Kondorosi névvel több verse és novellája jelent meg; valamint a Magyar Sionnak, melybe költeményt és bírálatot írt különféle nevek és jegyek alatt; írt az akkori Magyar korona napilapba és a Győri Közlönybe is és mind a két lapnak külső munkatársa volt. Káplánkodása idején a Győri Közlönyön kívül, (melyben a botbüntetésről c. cikke feltűnt), írt a soproni Népiskolai Lapokba és Katholikus Szemlébe Végház, Hajnal, Kalamus álnevek és Z. jegy alatt. 1891 elején átvette a Szent István Társulat által Budapesten kiadott Népiratkákat, melyből szerkesztése alatt megjelent 100 füzet; maga írta a 39. sz. Mit izen a római pápa minden katholikus embernek? 1891. (2. kiadás 1894.)
- 51. A bucsuki kőkereszt, vagy ne járj a fonóba 1891.
- 55. A római pápa üzente a munkások állapotáról 1892.
- 65. Szent László király 1892.
- 73. Újabb falusi levelek a polgári házasságról 1894.
- 75. A római pápáról 1893.
- 114. Ezer esztendő, vagy a magyarok honfoglalása 1896.

(A 39., 51., 65., 75., 114. Végházi álnévvel, a többi névtelenül jelent meg.)
Szerkesztette még a Szent István Társulat által kiadott Magyar Nép Könyvtárát 1891-től, a Kis Lelki Manna hangjegyes kiadásának és a Lelki Manna ima és énekes könyveknek szövegét.